# Light My Fire
『Light My Fire』（ライト・マイ・ファイア）は、KOTOKOの17枚目のシングル。2011年11月16日にワーナー・ホーム・ビデオから発売された。

## 概要
前作『Loop-the-Loop』から約1年1か月ぶりのリリースで、I'veから独立後、かつWHV移籍後初のシングル。表題曲「Light My Fire」は、テレビアニメ『灼眼のシャナIII-FINAL-』の前期オープニングテーマに起用された。なお、自身が楽曲制作に関わらない表題曲は「きれいな旋律」以来10作ぶり。初回限定盤・通常盤の2種リリース。初回限定盤付属DVDに収録されているミュージック・ビデオの撮影ロケ地は長崎県の端島（通称:軍艦島）。

### 主な記録
2011年11月28日付オリコン週間シングルチャートで19位を獲得。初動売上は0.6万枚であり、前作「Loop-the-Loop」から約2000枚増加した。また、シングル作品のTOP20入りは、前作から3作連続。
2010年11月1日付のビルボードチャートでは、Billboard JAPAN HOT 100で98位を獲得。Billboard JAPAN Hot Singles Salesで18位をそれぞれ獲得。因みにBillboard JAPAN Hot Singles Salesへのランクインは13thシングル「daily-daily Dream」から5作連続。

## 収録曲
1. Light My Fire
作詞・作曲・編曲：ryo（supercell）
テレビアニメ『灼眼のシャナIII-FINAL-』前期オープニングテーマ
2. Candy or Chocolate?
作詞：KOTOKO、作曲・編曲：Dixie Flatline
3. Light My Fire（instrumental）
4. Candy or Chocolate?（instrumental）